# Omari Moore
Omari Moore (Pasadena, 18 settembre 2000) è un cestista statunitense.